# Сольера
Сольера (итал. Soliera) —  город в Италии, располагается в регионе Эмилия-Романья, подчиняется административному центру Модена.
Население составляет 14 056 человек (на 2004 г.), плотность населения составляет 259 чел./км². Занимает площадь 51 км². Почтовый индекс — 41019. Телефонный код — 059.
Покровителем коммуны почитается святой Иоанн Креститель. Праздник ежегодно празднуется 24 июня.